# Deir el-Bahari

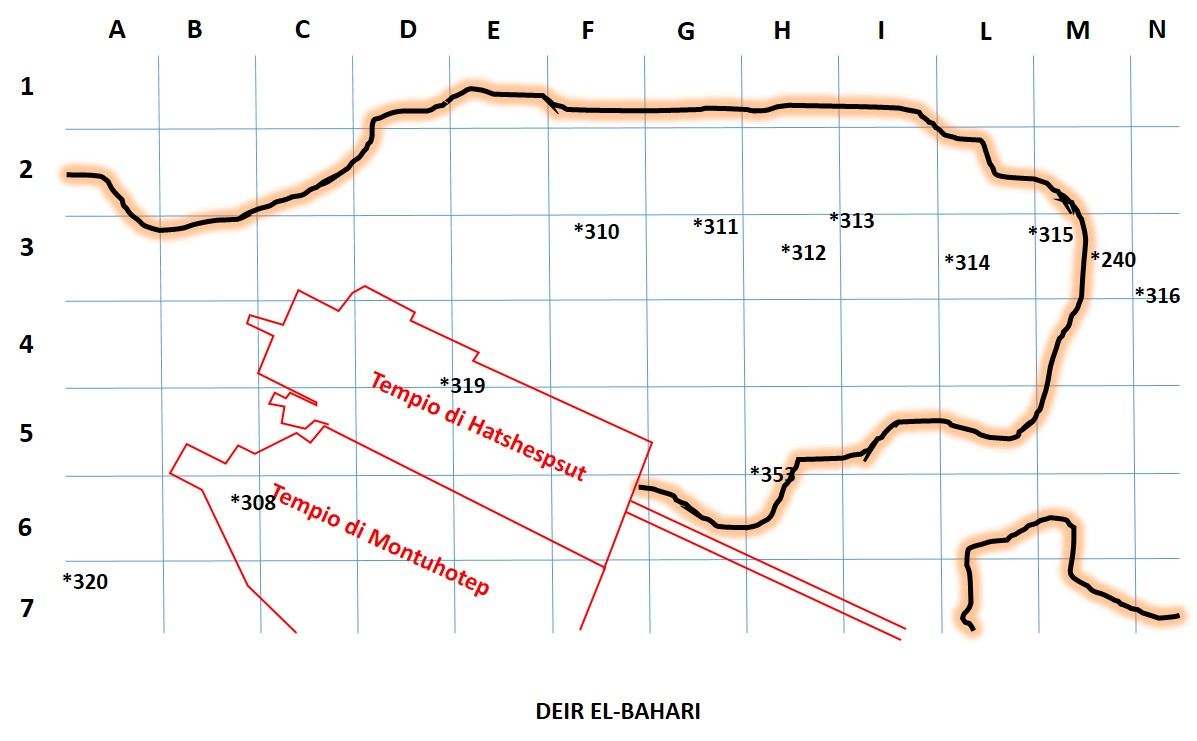
Planimetria schematica dell'area di Deir el-Bahari con l'indicazione delle Tombe dei Nobili presenti

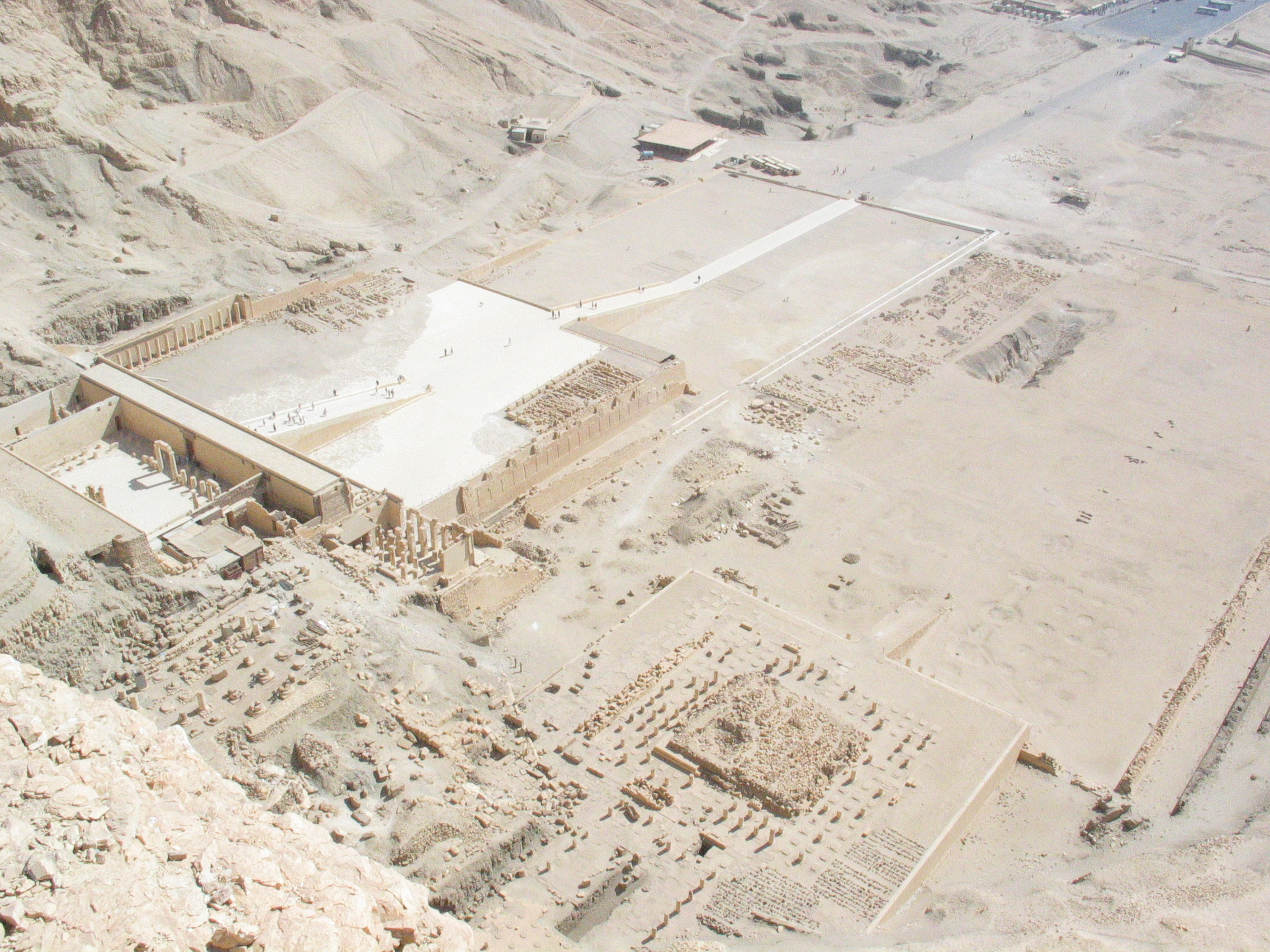
I tre templi di Deir el-Bahari ripresi dall'alto della falesia: a sinistra Hatshepsut, al centro Thutmosi III, a destra Montuhotp II

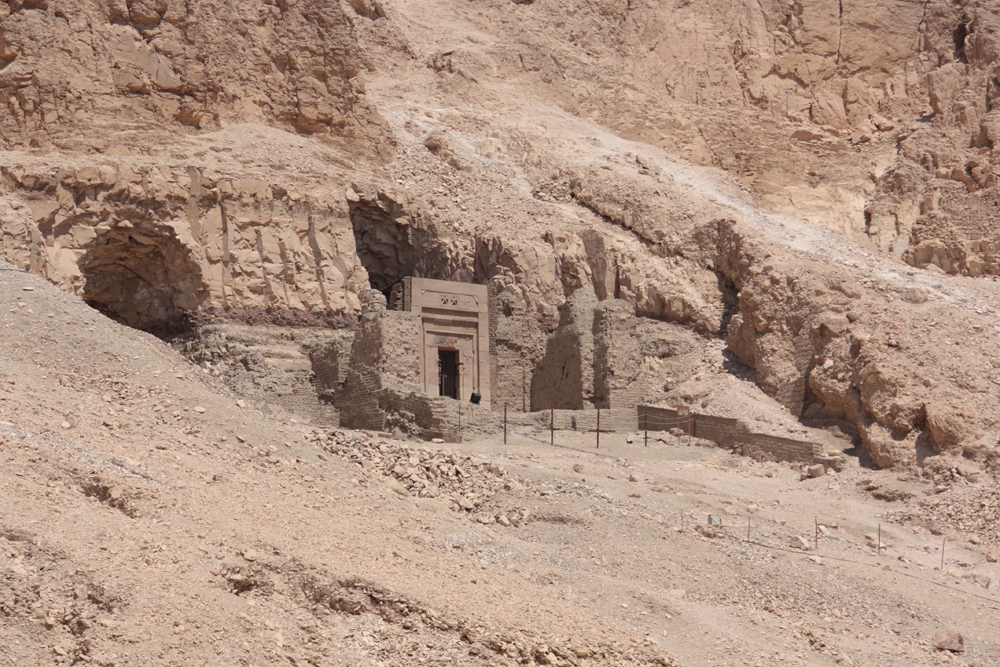
L'ingresso della TT353 di Senenmut

Deir el-Bahari (in arabo  دير البحري ‎?, Dayr al-baḥrī, il cui significato letterale è: Il monastero del mare) è un'area sulla sponda occidentale del Nilo, di fronte alla città di Luxor, in Egitto, che ospita alcuni complessi funerari egizi.

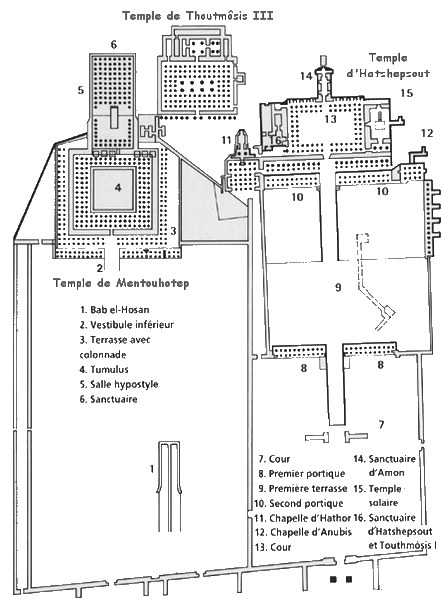
Mappa del sito di Deir el-Bahari

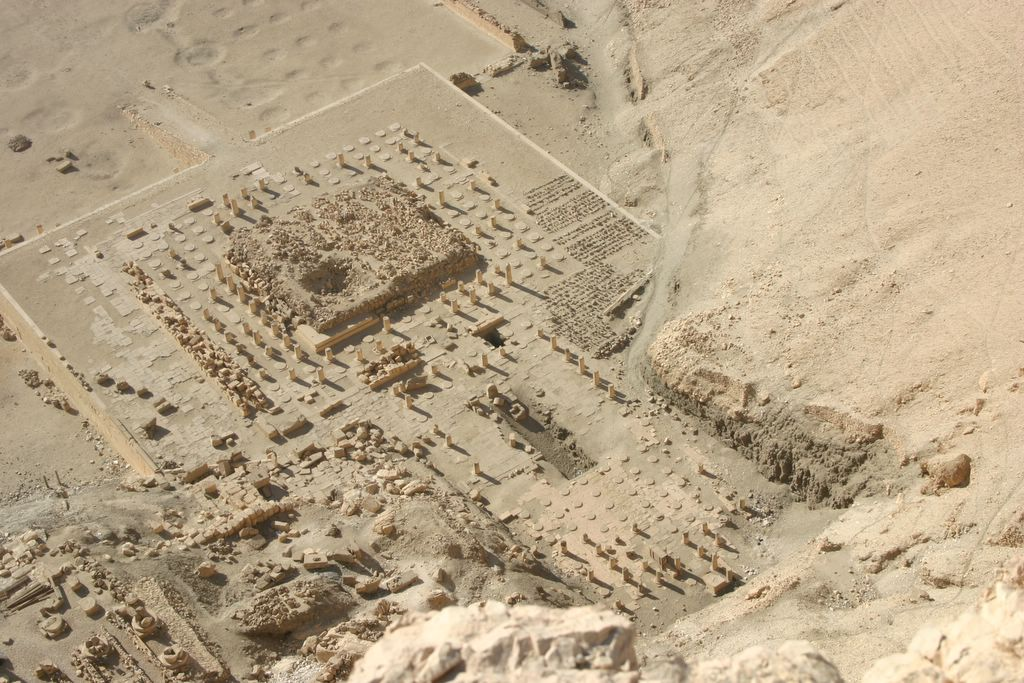
Tempio funerario di Mentuhotep II

I Templi funerari più importanti, esistenti nella piana di Deir el-Bahari, noti anche come Templi del milione di anni, sono quelli di Montuhotep II (XI dinastia), di Hatshepsut e Thutmosi III (XVIII dinastia); poco discosti, ma tuttavia ricompresi nell'area della Necropoli tebana e per citare solo i più importanti, sono anche il Tempio funerario di Seti I, quello di Ramses III a Medinet Habu, e il Ramesseum del faraone Ramses II (XIX dinastia).
Nella spianata di Deir el-Bahari sono inoltre ospitate alcune Tombe dei Nobili tra cui la TT320 (nota anche come DB320, "Deir Bahari 320", o come "cachette" di Deir el-Bahari) che, all'atto della scoperta, alla fine del XIX secolo, conteneva 45 mummie di re e funzionari di corte qui raccolte per preservarle dalle razzie dei violatori di tombe della Valle dei Re. Ancora nell'ambito delle Tombe dei Nobili che qui si trovano, di interesse, la TT353 di Senenmut, funzionario regio e architetto cui si deve la costruzione del tempio di Hatshepsut.

## Tempio funerario di Mentuhotep II
È il tempio più antico dell'area e risale alla XI dinastia. È costituito, di fatto, da più terrazzamenti che si poggiano alle pareti naturali. Nell'ampio piazzale che fronteggiava il tempio, e in cui erano piantate 55 tamerici e 4 sicomori per ciascun lato della rampa che conduceva al piano più alto, intervallate a statue del re, si trova "Bab el-Hosan", ovvero la "porta del cavallo" così detta poiché il cavallo di Howard Carter accidentalmente vi inciampò consentendo la scoperta del lungo corridoio sotterraneo che adduce al cenotafio regale scavato sotto il tempio. Tramite una rampa ascensionale si accede ad una seconda terrazza su cui si ergeva un portico colonnato che ricopriva un lungo muro che doveva essere completamente ricoperto di iscrizioni. Varie sono state le ipotesi ricostruttive del complesso funerario; il monumento sommitale, è stato interpretato spesso come piramidale, o un tumulo, ma oggi si tende a credere che si trattasse, piuttosto, di una mastaba.
Un pozzo, e il susseguente tunnel, discendono per 150 m per terminare nella camera funebre che si trova a 45 metri di profondità rispetto al cortile. La camera funebre ospita un sarcofago che in origine conteneva la cassa lignea di Montuhotep II.

## Tempio funerario di Hatshepsut
Risalente alla XVIII dianstia, era denominato "djeser djeseru", ovvero "sublime dei sublimi". Architettonicamente si riallaccia completamente all'adiacente Tempio di Montuhotep II in una sorta di manifesto politico giacché Hatshesput voleva riallacciarsi a quello che viene definito il Rinascimento egizio costituito dalla XI dinastia, ultima prima dei disordini e dell'incertezza politica da cui deriverà, peraltro, il Secondo Periodo Intermedio e l'avvento delle dinastie Hyksos, prima della riunificazione iniziata con la XVII dinastia tebana e compiutasi con la XVIII cui Hatshepsut apparteneva.
Venne costruito demolendo il precedente tempio funerario di Amenofi I e identico alla struttura del tempio di Montuhotep è lo sviluppo su più terrazze; identica anche la scelta di far avanzare il tempio sino ad incontrare la roccia penetrando all'interno della medesima. Terrazze e porticati si susseguono per una profondità, tra l'ingresso ed il muro posteriore dell'ultima terrazza, di circa 200 m; la larghezza del complesso, misurata sulla seconda terrazza, è di circa 100 m. Nella parte più bassa si apriva il viale, fiancheggiato da sfingi colossali con il volto di Hatshepsut, che dal Tempio a valle, sul fiume, conduceva all'ingresso e proseguiva sin sulla rampa di accesso alla seconda terrazza, o terrazza intermedia.
Fiancheggiavano il viale e l'ingresso sicomori, tamarindi, palme, forse albicocchi e tralci di vite, mentre in due laghetti artificiali crescevano piante di papiro ed arbusti di incenso provenienti dalla terra di Punt.

## Tempio funerario di Thutmose III
Anch'esso risalente alla XVIII dinastia e al faraone Thutmosi III, è il più piccolo dei tre. Occupa un ristretto spazio tra i due templi di Montuhotp II e Hatshepsut, è oggi molto deteriorato e di difficile individuazione; fu costruito a ridosso della scarpata integrandosi tra i due templi più grandi..
Scoperto di recente da una équipe polacca è stato sottoposto a consistenti operazioni di anastilosi.

## Tombe della necropoli
Sono presenti, nell'area di Deir el-Bahari, 12 tombe rientranti nella più grande Necropoli tebana e, segnatamente nel più ampio concetto di Tombe dei Nobili ripartite su più necropoli distinte. Le sepolture di Deir el-Bahari risalgono a periodi comunque connessi ai templi funerari esistenti: XI, XVIII e XX dinastia, nonché in un caso alla XXVI:
- TT308	Kemsit	Profetessa di Hathor; unico ornamento del re
- TT310	sconosciuto	Cancelliere del re del Basso Egitto
- TT311	Kheti	Tesoriere del re del Basso Egitto
- TT312	Nespakhashuty	Governatore della città e Visir
- TT313 nota anche come MMA513	Henenu	Grande amministratore
- TT314	Horhotep	Portatore del sigillo del re del Basso Egitto
- TT315	Ipi	Governatore della città, Visir e giudice
- TT316	Neferhotep	Capo degli arcieri
- TT319	Nofru	(Regina sposa di Montuhotep II)
- TT320 nota anche come DB320	cache di Deir el-Bahari	(vari)
- TT351	Abau	Scriba della cavalleria
- TT353	Senenmut	Alto Amministratore

## Attacco terroristico del 1997
Deir el-Bahari è stato luogo di uno dei più gravi attacchi terroristici nella storia dell'Egitto. Il 17 novembre del 1997 un gruppo armato fece irruzione nel tempio uccidendo 62 persone tra cui 58 turisti.